# F2M
F2M es la abreviatura inglesa de Fax to Mail.  Un equipo de comunicaciones que incluye esta función es capaz de recibir un fax, digitalizarlo (convertirlo a un formato electrónico, por ejemplo Adobe Acrobat u otro) para luego enviarlo  por correo electrónico a su destinatario. 
Esta función permite a sus usuarios reducir la cantidad de papel a la vez que brinda un respaldo electrónico a la correspondencia así recibida. Esta función es independiente del medio por el cual se recibe el fax: telefonía tradicional o en telefonía en Internet.